# نحل (أسطورة)
النحلة (بالإنجليزية: Bee)‏ حشرة بأربعة أجنحة كانت مقدسة عند كثير من الآلهة والإلهات في ديانات وأساطير العالم، ففي الأساطير اليونانية كان زيوس كبير الآلهة يلقب «بالرجل النحلة». في إحدى الأساطير أنجب زیوس ابناً من حورية الماء، فأثار غضب زوجته هيرا التي أخفت الطفل في الغابة، فأرسل له والده الطعام عن طريق النحل.

## الأساطير
كما أن النحلة كانت مقدمة كذلك عند الإلهة اليونانية آرتميس في دورها کحورية معربدة، ولقد توحدت مع الإلهة دیميتر في الأساطير اليونانية، كما توحدت مع الإلهة سيبيل، في الأساطير الرومانية كعلامة على الخصوبة.
وفي الديانة الهندوسية يسمی فشنو، وکرشنا، وأندرا بالدهافا Madhava الهندوسي کارما Karma مصنوعة من مجموعة من النحل.
ولقد تبنت المسيحية أيضاً النحلة واعتبرتها رمزاً، فيوحنا فم الذهب (أو ذهبيّ الفم) (397 - 907) ولد -كما تقول الأسطورة- فإذا بسرب من النحل يحوم حول فمه في إشارة رمزية إلى حديثه العذب. ولقد قبلت نفس هذه الأسطورة عن القديس أمبروز والقديس برنار کلیرفر، وهما من أصحاب الحديث العذب والعظات الممتعة.
وهناك حكایات كثيرة تروى عن أصل النحل في أساطير العالم، فالمسيحيون الألمان في العصور الوسطى كانوا يعتقدون أن الله خلق النحل لتزود الكنائس بالشمع، وفي مناطق أخرى كان المسيحيون يعتقدون أن النحل خلق من دموع المسيح وهو على الصليب.
وفي بعض الأساطير القديمة كانت النحل رسل الآلهة؛ لتعلن وصول الموتی إلى العالم الآخر.